# Stigmella maculifera
Stigmella maculifera is een vlinder uit de familie dwergmineermotten (Nepticulidae). De wetenschappelijke naam van deze soort is voor het eerst geldig gepubliceerd in 2003 door Puplesis & Diskus.
De soort komt voor in tropisch Afrika.